# Hermann Kuenz
Hermann Kuenz (* 3. März 1959 in Lienz) ist ein österreichischer Politiker (ÖVP) und Landwirt. Er war von 1999 bis 2003 Abgeordneter zum Tiroler Landtag und gehört dem Landtag seit 2013 erneut an.

## Ausbildung und Beruf
Kuenz besuchte zwischen 1965 und 1969 die Volksschule in Lienz und absolvierte ab 1969 das Bundesrealgymnasium Lienz. Nach der Matura im Jahr 1977 studierte Kuenz ab 1978 Landwirtschaft an der Universität für Bodenkultur in Wien.  1984 schloss er sein Studium mit dem akademischen Grad „Dipl.-Ing.“ ab. Bereits seit 1983 ist Kuenz beruflich als Landwirt aktiv, wobei er zusammen mit seiner Familie den Kuenzhof, ein Erbhof, in Dölsach führt. Der Betrieb ist auf Obstbau und Schnapsbrennerei spezialisiert. Neben seiner Tätigkeit als Landwirt war Kuenz zwischen 1985 und 1988 als Vertragsbediensteter und von 1989 bis 1996 als Landesbeamter im Öffentlichen Dienst tätig. 

## Politik und Funktionen
Kuenz war von 1992 bis 1998 Gemeinderat in Dölsach und gehörte von 1999 bis 2003 dem Tiroler Landtag als Abgeordneter an, wobei er ein Direktmandat des Wahlkreises Lienz innehatte. Zudem war er Mitglied im Finanzausschuss, Mitglied im Finanzkontrollausschuss und Mitglied im Wirtschaftsausschuss. 2003 zog er sich in der Folge aus beruflichen Gründen aus der Politik zurück. Nachdem sein Betrieb mittlerweile nach eigenen Aussagen „gut laufe“, kehrte Kuenz 2013 in die Politik zurück und wurde von der ÖVP auf Platz acht der ÖVP-Landesliste bei der Landtagswahl 2013 aufgestellt. Er wurde in der Folge am 24. Mai 2013 erneut als Landtagsabgeordneter angelobt und wurde von den bäuerlichen Abgeordneten der ÖVP zum Agrarklubobmann gewählt. Zudem  übernahm er die Funktion des stellvertretenden VP-Klubobmann im Landtag. Er ist im Landtag Mitglied im Finanzausschuss, Mitglied der Interregionalen Landtagskommission, Mitglied im Ausschuss für Wirtschaft, Tourismus und Technologie sowie Obmann des Ausschusses für Land- und Forstwirtschaft, Verkehr und Umwelt.